# Stadion Feijenoord
El Stadion Feijenoord, conocido popularmente como de Kuip (tdl. ‘la Bañera’), es un estadio de fútbol situado en el barrio de IJsselmonde al sudeste de la ciudad portuaria de Róterdam, en la provincia de Holanda Meridional, Países Bajos. Es sede tanto de los partidos como local del Feyenoord de la Eredivisie, así como de la mayoría de los partidos de la Selección de fútbol de los Países Bajos siendo el estadio en el que más veces ha jugado con más de 130 encuentros disputados en el estadio de Róterdam. También es sede fija para las finales de la Copa de los Países Bajos desde la temporada 1988-89 hasta la fecha.
Después del Johan Cruyff Arena, De Kuip es el estadio de fútbol más grande de los Países Bajos.
Considerado uno de los estadios más importantes de Europa, en su césped se han jugado más de diez finales de competiciones internacionales.

## Nombre
El nombre del estadio se escribe de varias maneras diferentes. El propietario del estadio está registrado en el registro mercantil de la Cámara de comercio como «Stadion Feijenoord» (con ij). En la página web oficial del estadio se escribe así, en cambio en el lado de la «Olympiatribune» , se utiliza una y, siendo la denominación como «Stadion Feyenoord», como se puede comprobar en la galería de fotos.
La legión del Feyenoord llama cariñosamente al estadio "El Templo del Fútbol" desde hace años 

## Historia

### Predecesores
Después de la fundación del club en 1908, jugó en varios campos del sur, incluido el Afrikaanderplein. En 1917, el club llegó a jugar en un estadio en Kromme Zandweg, en la esquina con Dordtsestraatweg. Posteriormente esta parte de la calle desapareció debido a la construcción del Zuiderpark y Rotterdam Ahoy. El estadio fue inaugurado el 26 de agosto de 1917 con un partido contra el Be Quick de Zutphen, que el Feyenoord perdió 3-2.

### Años 1930
El proyecto del nuevo estadio para el Feyenoord se realiza en los años treinta, impulsado por el gran entusiasmo popular y los primeros éxitos del club, que fue campeón de los Países Bajos en 1924 y 1928. El entonces presidente de Feyenoord de Róterdam, Leen Van Zandvliet encarga el diseño de la nueva construcción a la prestigiosa firma de arquitectos Brinkman & Van der Vlugt, formada por Jan Brinkman y Leendert van der Vlugt.
De forma elíptica y construido en acero, vidrio y el hormigón (materiales emblemáticos de la arquitectura moderna), el estadio tiene dos niveles de tribunas que ofrecen una vista perfecta sobre el terreno de juego a la manera del estadio londinense de Highbury y del Yankee Stadium. Los elementos portadores y las escaleras de acceso rejettés en periferia del recinto, se construye el piso superior de las tribunas con el eleva a guadaña que importa y, como el Yankee Stadium, que ningún poste no viene a bloquear la vista de los espectadores. Esta construcción, por su vanguardista forma se ganó el sobrenombre de De Kuip («la bañera»).

### Construcción

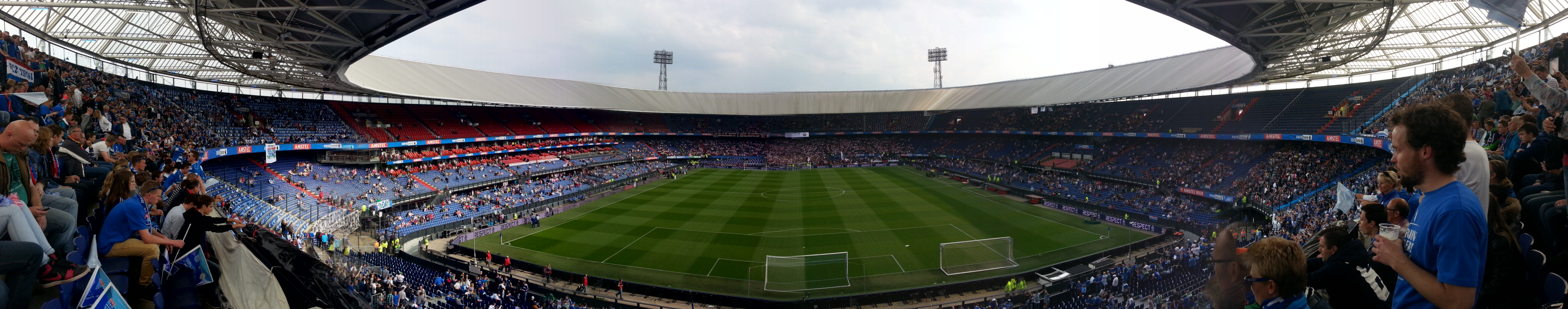
Imagen panorámica del estadio.

Comenzó el 16 de septiembre de 1935 y terminó en 1936, pero debido a que los exteriores del estadio no habían sido urbanizados el estadio quedó parado. Ese mismo año fue probado por 1 500 entre entre ellos marinos y desempleados. Se trajo arena de Wassenaar para el drenaje del césped. Tenía una capacidad total de 65 000 espectadores, incluyendo asientos y plazas de pie. El estadio se inauguró en marzo de 1937, el rival elegido fue el Beerschot de Bélgica y el partido a pesar de la lluvia torrencial acabó con 5-2 a favor del equipo neerlandés. El primer goleador fue el jugador local Leen Vente y el partido fue presenciado por 37 825 espectadores. El segundo partido fue el disputado entre las selecciones de Países Bajos y Bélgica. El partido finalizó con victoria local por 1-0 y el goleador fue Leen Vente, autor del primer gol de la historia de estadio.
En 1949 se alcanzó el récord de capacidad del estadio con 69 300 espectadores en el partido de liga amateur contra el SC Heerenveen.

### En peligro
A lo largo de los años hubo tres planes para demoler el estadio. Durante la Segunda Guerra Mundial, hubo una necesidad urgente de acero de alta calidad. El acero era el núcleo del estadio, por eso se convirtió en un objetivo. La liquidación era inminente, pero el plan no se llevó a cabo. Según se dice, cuando los alemanes vinieron a inspeccionar cuántas toneladas de acero podían extraer, el entonces director del estadio solo dio un tercio de la cantidad real, lo que hizo que la demolición no fuera interesante.
En 1984, los municipios de Róterdam y Ámsterdam querían traer los Juegos Olímpicos de 1992 a los Países Bajos. Existían planes para construir un nuevo Estadio Olímpico exactamente en el sitio de De Kuip. Finalmente, la ciudad española de Barcelona fue la elegida para albergar los Juegos.
Cuando en los años 90 se detectaron problemas de erosión y podredumbre del hormigón en De Kuip, existía el riesgo de que el Stadion Feijenoord ya no pudiera cumplir los requisitos de calidad. Esto puso de nuevo sobre la mesa la opción de demoler el estadio, pero finalmente se llevó a cabo una renovación.

### Remodelación
El objetivo durante la renovación era crear un estadio multifuncional además de más eficiente para poder albergar otros eventos además de los partidos de fútbol y conseguir que el estadio tuviera uso al menos trescientos días al año y no solo treinta. Los arquitectos Zwarts & Jansma, junto con Van den Broek en Bakema (más tarde Broekbakema ), fueron los responsables de la renovación y la realización.
Con la remodelación se consiguió que el 85% del estadio esté cubierto que se logró colocando en la parte superior un techo en forma de anillo que se apoyaba libremente, lo que permitió hacerlo sin columnas u otros objetos que restringieran la vista. Para que los conciertos pop puedan seguir celebrándose, no se ha agrandado el techo, pero desde la construcción del Johan Cruyff Arena en 1996 los conciertos han disminuido. El aforo se redujo a 51 117 espectadores de los cuales al menos 800 asientos en el segundo anillo están reservados para los aficionados del equipo contrario. Las vallas que rodeaban el campo fueron sustituidas por un foso de tres metros de profundidad. También se han renovado las estructuras de acero y hormigón existentes, las gradas, las escaleras, las balaustradas y las instalaciones sanitarias. Los vestuarios fueron mejorados y se ampliaron las salas de prensa. Además se crearon zonas de negocios.
Durante la renovación del estadio se jugaba allí al fútbol. Por ejemplo, se jugó una final de copa y se dio un concierto de Pink Floyd . La renovación completa duró ocho meses. Hubo un gran parón en el fútbol porque se celebró el Mundial en Estados Unidos '94 . Para la renovación completa se han reservado 120 millones de florines. A los inversores les gustó inmediatamente la idea de un estadio Feijenoord renovado porque ya había planes construir un nuevo estadio. El estadio Feijenoord ya no puede ser demolido sin el permiso del Ayuntamiento de Róterdam porque el edificio tiene el estatus de monumento municipal.
Además de los cambios en el propio estadio, también construyeron palcos privados tanto para empresas como para persona conocido como edificio Maasgebouw. Este edificio junto al estadio contiene siete grandes salas que el club podría utilizar para fines comerciales, como conferencias y recibir relaciones empresariales. Tienen 1 200 asientos ejecutivos con calefacción opcional que pueden ser alquilados por as empresas. También contiene una recepción, una cervecería y oficinas. Durante mucho tiempo, el Museo del Feyenoord también estuvo ubicado en el Maasgebouw, hasta que tuvo que dejar paso a la nueva sala de juntas en 2015 y se inauguró en el lado de Olympia en 2017. Una pasarela y una escaleras mecánicas conectan el Maasgebouw con el primer anillo anillo del estadio.
El 16 de noviembre de 1994 se inauguró oficialmente el la renovación del estadio con la participación del príncipe Guillermo Alejandro. El primer partido en el estadio renovado fue el que enfrentaron a Países Bajos y la República Checa.
Diez años después de la gran renovación, también se renovó el lado de Olympia. Esta es la parte más antigua del estadio, donde antiguamente estaban los vestuarios y la directiva recibía a sus invitados en una de las salas del primer piso. Sin embargo, estos espacios eran demasiado pequeños y necesitaban ser modernizados para poder ser utilizados para grandes eventos. Las salas del lado de Olimpia recibieron un nuevo nombre: Sala Van Zandvliet y Sala Van Beuningen.
El 1 de mayo de 2014 se decidió volver a renovar a fondo el estadio, convirtiéndolo en el estadio más grande de los Países Bajos, con 70 000 asientos . Sin embargo, los costos resultaron ser mucho más altos de lo esperado.
A principios de marzo de 2015 quedó claro que las distintas partes implicadas, incluidos los propietarios del estadio y varios contratistas, no podían encontrar una solución que fuera aceptable para todas las partes. Las negociaciones se suspendieron entonces. Esto significaba que la "renovación" estaba descartada.
En verano de 2022 se sustituyeron las antiguas luces del estadio en los postes de luz por iluminación LED. También se instalón en todo el estadio pantallas publicitarias para dar una apariencia uniforme al estadio. También se renovaron los espacios para eventos del lado de Olimpia.
En septiembre de 2024 se llevaron a cabo obras de accesibilidad al estadio, la renovación de los puntos de venta de alimentos en el lado de Maas y la restauración de dos bares en el lado de Olympia.

### Iluminación
En 1957, cuando se encendieron por primera vez los cuatro proyectores característicos del Stadion Feijenoord, tenían una potencia de 200 lux. En 2018, esa cifra es ocho veces mayor. En total, los mástiles de iluminación contienen 288 lámparas de descarga de gas de 2 000 vatios, es decir 72 por mástil. En 2022 se volvieron a modernizar los postes de luz y se sustituyeron las antiguas lámparas por una iluminación LED más sostenible.

## Arquitectura

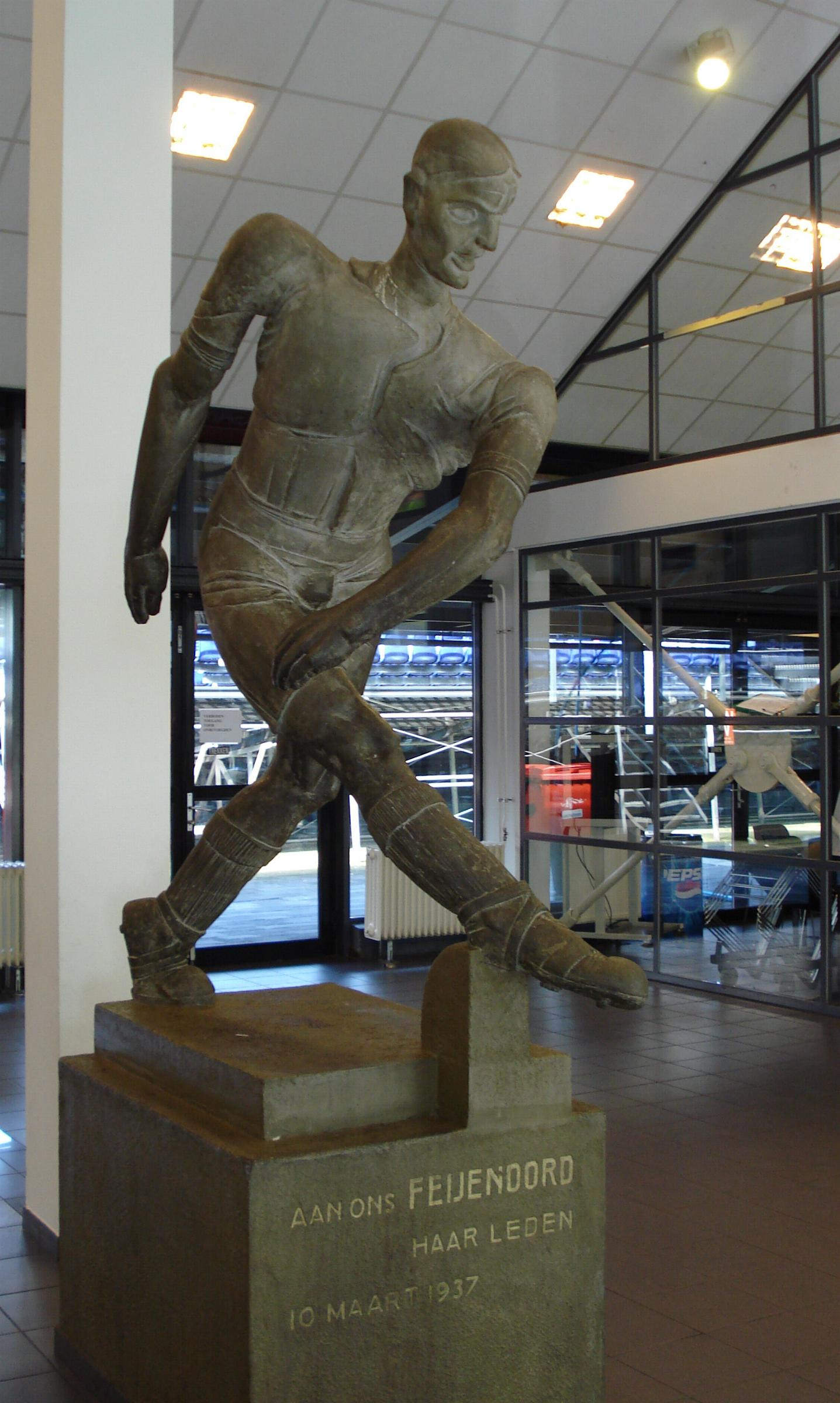
Estatua de hormigón "El Futbolista" de Henk Chabot de 1937.

- Ya existía una segunda tribuna, que colgaba como un balcón sobre el primer anillo. Pero ningún estadio contaba con un segundo anillo autoportante , sin pilares de soporte visibles. Ni siquiera los estadios de béisbol tal y como fueron diseñados en aquel entonces.
- Una tribuna continua y circular era una novedad. Los estadios ingleses tenían (y tienen) grandes estructuras de tribunas, pero siempre en forma de cuatro bloques a lo largo del campo, con esquinas abiertas o rellenas. En el estadio Feijenoord la forma del terreno de juego es curva en todas partes, también en el lado más largo, creando un verdadero círculo.
- El uso de acero y vidrio hace que el conjunto sea luminoso y aireado. El hormigón estaba en auge, pero no habría producido estructuras tan esbeltas. Además, la pared trasera de la tribuna inferior estaba hecha de cristal. Como resultado, el primer anillo es claro desde atrás y, visto desde el campo, el segundo anillo incluso parece flotar. Debido al peligro, estas paredes de cristal han sido sustituidas por plástico opaco.
- Las escaleras del exterior son llamativas, pero no molestan. De hecho, cada escalera consta de dos escaleras completas entrelazadas (muy similar a la estructura de doble hélice del ADN , descubierta solo 16 años después).
- Finalmente, en 1994, el nuevo techo también sigue las líneas circulares en forma de bañera. Y también autoportante (como si el canalón absorbiera la corriente de aire), con una pared ligera para la impresión de flotación. Esta construcción fue posible gracias a un nuevo software informático, que permitió una construcción más ligera y resistente. Este tercer anillo simplemente se apoya sobre el segundo anillo subyacente y, debido a su sección transversal triangular y a su rigidez, no se hunde.
- Desde la inauguración del estadio, la entrada bajo las tribunas del Maas está decorada con la estatua de hormigón "El Futbolista", alias "el Pienantie" (bautizada "Manus Gorilla" por el Telegraaf el 9 de marzo de 1937, el día antes de su inauguración) de Henk Chabot .
- Dolf Henkes hizo un cuadríptico de fútbol para la sala de café de esa época.

## Gradas
Las gradas tienen la siguiente denominación: 

- Gerard Meijertribune. 

- Maastribune. 

- Olympiatribune 

- Willem van Hanegemtribune. 

## Aforo
| Fecha               | Capacidad | Remodelación | Especificaciones |
| ------------------- | --------- | --- | ---------------- |
| 27 de marzo de 1937 | 65 000    | Inauguración del estadio |                  |
| 1949                | 69 300    | Ampliación del estadio |                  |
| 1994                | 51 117    | Remodelación para convertirse en un estadio multifuncional. Se acondicionan los graderíos de pie a asientos por normativa UEFA |                  |
| 2021                | 47 500    | Se reduce la capacidad en los partidos de fútbol por razones de seguridad                                                      |                  |

## Nieuwe Kuip (nuevo estadio)
Entre 2006 y 2013 el Feyenoord y el ayuntamiento de Róterdam trabajaron para construir el «Nieuwe Kuip» que tuviera por deseo de los dirigentes una atmósfera similar a la actual, cuya finalización estaba prevista a más tardar en 2018. Como el estadio actual no ofrece suficiente espacio para que el club de fútbol crezca más, se planificó construir un estadio con 63&nbsp000 asientos.
En el plan inicial, el estadio se construiría parcialmente en la isla Van Brienenoord . Más tarde se presentó también un plan según el cual el estadio se construiría en el Complejo Deportivo Varkenoord , justo enfrente del actual Stadion Feijenoord. La intención era darle una nueva función al estadio actual. El 10 de julio de 2013, cuando el ayuntamiento no logró mayoría para la construcción del nuevo estadio, por lo que quedó claro que no habría nuevo estadio.
El 18 de marzo de 2016, se anunció que el Feyenoord prefería una nueva ubicación a lo largo del Río Mosa, cerca de la zona residencial De Veranda . En el marco del desarrollo de la zona que por aquel entonces formaba parte del Feyenoord City se pretendía construir aquí un nuevo complejo . Esto también incluyó la reutilización del Estadio Feijenoord. El Nuevo Estadio debía tener una capacidad para 63.000 espectadores. Sin embargo , en noviembre de 2021, el club Feyenoord parecía que iba a detener los planes para realizar el Nuevo Estadio , debido a cambios en los costos y condiciones de construcción. El club anunció que quería posponer el proyecto y reconsiderar sus opciones. Seis meses después, el club de fútbol anunció que había abandonado oficialmente los planes y que continuaría jugando en el estadio actual durante al menos otros diez años. Tampoco se llevaría a cabo una renovación a gran escala del Estadio Feijenoord, también porque no se consideró financieramente viable. El Feyenoord buscaría la cooperación con el Stadion Feijenoord para centrarse en intervenciones pequeñas y efectivas para mejorar las instalaciones y la experiencia de los visitantes.
La cancelación de los nuevos planes de construcción dejó al Stadion Feijenoord con una deuda millonaria con el financiero Goldman Sachs. Para saldar estas deudas y con motivo de la prevista construcción de viviendas alrededor del estadio, se firmó un acuerdo con el ayuntamiento. Como consecuencia, a partir de 2025 ya no se podrán organizar conciertos en el estadio.

## Finales

### Finales Nacionales
El estadio Feijenoord acogió la primera final de la Copa KNVB en 1950 y desde mediados de los años 80 ha sido tradicionalmente el escenario de la final de la Copa de Holanda. En 1991, 1992, 1993 y 1995 también se disputó en el estadio Feijenoord la final de la Supercopa, antecesora de la Johan Cruijff Shield.
| 1  | 24-6-1950 | PSV – HFC Haarlem           | 4 – 3 t.s.              | KNVB beker 1949/50                 | 12.000 |
| 2  | 16-6-1957 | Fortuna '54 – Feijenoord    | 4 – 2                   | KNVB beker 1956/57                 | 35.000 |
| 3  | 29-5-1965 | Feijenoord – Go Ahead       | 1 – 0                   | KNVB beker 1964/65                 | 31.000 |
| 4  | 25-5-1966 | Sparta – ADO                | 1 – 0                   | KNVB beker 1965/66                 | 24.000 |
| 5  | 11-6-1969 | Feijenoord – PSV            | 1 – 1 t.s.              | KNVB beker 1968/69                 | 57.000 |
| 5  | 14-6-1969 | Feijenoord – PSV            | 2 – 0                   | KNVB beker 1968/69                 | 58.000 |
| 6  | 5-5-1971  | Ajax – Sparta               | 2 – 2 t.s.              | KNVB beker 1970/71                 | 63.000 |
| 7  | 11-5-1972 | Ajax – FC Den Haag          | 3 – 2                   | KNVB beker 1971/72                 | 58.000 |
| 8  | 31-5-1973 | NAC – N.E.C.                | 2 – 0                   | KNVB beker 1972/73                 | 45.801 |
| 9  | 1-5-1974  | PSV – NAC                   | 6 – 0                   | KNVB beker 1973/74                 | 38.000 |
| 10 | 15-5-1975 | FC Den Haag – FC Twente '65 | 1 – 0                   | KNVB beker 1974/75                 | 21.000 |
| 11 | 7-4-1976  | PSV – Roda JC               | 1 – 0 t.s.              | KNVB beker 1975/76                 | 32.760 |
| 12 | 15-5-1979 | Ajax – FC Twente '65        | 1 – 1                   | KNVB beker 1978/79]                | 30.000 |
| 12 | 29-5-1979 | Ajax – FC Twente '65        | 3 – 0                   | KNVB beker 1978/79]                | 29.000 |
| 13 | 17-5-1980 | Feyenoord – Ajax            | 3 – 1                   | KNVB beker 1979/80                 | 60.000 |
| 14 | 2-5-1984  | Feyenoord – Fortuna Sittard | 1 – 0                   | [KNVB beker 1983/84                | 40.000 |
| 15 | 25-5-1989 | PSV – FC Groningen          | 4 – 1                   | KNVB beker 1988/89                 | 9.483  |
| 16 | 25-4-1990 | PSV – Vitesse               | 1 – 0                   | KNVB beker 1989/90                 | 34.000 |
| 17 | 2-6-1991  | Feyenoord – BVV Den Bosch   | 1 – 0                   | KNVB beker 1990/91                 | 52.000 |
| 18 | 14-8-1991 | PSV – Feyenoord             | 0 – 1                   | Supercopa de los Países Bajos 1991 | 30.288 |
| 19 | 10-5-1992 | Feyenoord – Roda JC         | 3 – 0                   | KNVB beker 1991/92                 | 48.000 |
| 20 | 12-8-1992 | PSV – Feyenoord             | 1 – 0                   | Supercopa de los Países Bajos 1992 | 32.650 |
| 21 | 20-5-1993 | Ajax – sc Heerenveen        | 6 – 2                   | KNVB beker 1992/93                 | 45.000 |
| 22 | 8-8-1993  | Feyenoord – Ajax            | 0 – 4                   | Supercopa de los Países Bajos 1993 | 28.750 |
| 23 | 12-5-1994 | Feyenoord – N.E.C.          | 2 – 1                   | KNVB beker 1993/94                 | 43.000 |
| 24 | 25-5-1995 | Feyenoord – FC Volendam     | 2 – 1                   | KNVB beker 1994/95                 | 48.146 |
| 25 | 16-8-1995 | Ajax – Feyenoord            | 2 – 1 n.v.              | Supercopa de los Países Bajos 1995 | 25.000 |
| 26 | 16-5-1996 | PSV – Sparta                | 5 – 2                   | KNVB beker 1995/96                 | 35.000 |
| 27 | 8-5-1997  | Roda JC – sc Heerenveen     | 4 – 2                   | KNVB beker 1996/97                 | 48.000 |
| 28 | 17-5-1998 | Ajax – PSV                  | 5 – 0                   | KNVB beker 1997/98                 | 22.500 |
| 29 | 13-5-1999 | Ajax – Fortuna Sittard      | 2 – 0                   | KNVB beker 1998/99                 | 25.000 |
| 30 | 21-5-2000 | N.E.C. – Roda JC            | 0 – 2                   | KNVB beker 1999/00                 | 40.000 |
| 31 | 24-5-2001 | PSV – FC Twente             | 0 – 0 t.s. (3–4 t.p.)   | KNVB beker 2000/01]                | 45.000 |
| 32 | 12-5-2002 | FC Utrecht – Ajax           | 2 – 3 t.s.              | KNVB beker 2001/02                 | 37.122 |
| 33 | 1-6-2003  | FC Utrecht – Feyenoord      | 4 – 1                   | KNVB beker 2002/03                 | 45.000 |
| 34 | 23-5-2004 | FC Twente – FC Utrecht      | 0 – 1                   | KNVB beker 2003/04                 | 48.000 |
| 35 | 29-5-2005 | Willem II – PSV             | 0 – 4                   | KNVB beker 2004/05                 | 35.000 |
| 36 | 7-5-2006  | Ajax – PSV                  | 2 – 1                   | KNVB beker 2005/06                 | 30.770 |
| 37 | 6-5-2007  | AZ – Ajax                   | 1 – 1 t.s. (7–8 t.p.)   | KNVB beker 2006/07                 |        |
| 38 | 27-4-2008 | Feyenoord – Roda JC         | 2 – 0                   | KNVB beker 2007/08                 | 51.177 |
| 39 | 17-5-2009 | sc Heerenveen – FC Twente   | 2 – 2 t.s. (5–4 t.p.)   | KNVB beker 2008/09                 |        |
| 40 | 6-5-2010  | Feyenoord – Ajax            | 1 – 4                   | KNVB beker 2009/10                 | 28.000 |
| 41 | 8-5-2011  | FC Twente – Ajax            | 3 – 2 t.s.              | KNVB beker 2010/11                 | 45.000 |
| 42 | 8-4-2012  | PSV – Heracles Almelo       | 3 – 0                   | KNVB beker 2011/12                 | 50.000 |
| 43 | 9-5-2013  | AZ – PSV                    | 2 – 1                   | KNVB beker 2012/13                 | 50.000 |
| 44 | 20-4-2014 | PEC Zwolle – Ajax           | 5 – 1                   | KNVB beker 2013/14                 | 42.500 |
| 45 | 3-5-2015  | PEC Zwolle – FC Groningen   | 0 – 2                   | KNVB beker 2014/15                 | 50.000 |
| 46 | 24-4-2016 | Feyenoord – FC Utrecht      | 2 – 1                   | KNVB beker 2015/16                 | 45.592 |
| 47 | 30-4-2017 | AZ – Vitesse                | 0 – 2                   | KNVB beker 2016/17                 | 46.105 |
| 48 | 5-8-2017  | Feyenoord – Vitesse         | 1 – 1 t.s. (4–2 t.p.)   | Johan Cruijff Schaal 2017          | 47.500 |
| 49 | 22-4-2018 | AZ – Feyenoord              | 0 – 3                   | KNVB beker 2017/18                 | 46.084 |
| 50 | 5-5-2019  | Willem II – Ajax            | 0 – 4                   | KNVB beker 2018/19                 | 45.709 |
| 51 | 19-4-2020 | FC Utrecht – Feyenoord      | Suspendida por COVID-19 | KNVB beker 2019/20                 |        |
| 52 | 18-4-2021 | Ajax – Vitesse              | 2 – 1                   | KNVB beker 2020/21                 | 0      |
| 53 | 17-4-2022 | PSV – Ajax                  | 2 – 1                   | KNVB beker 2021/22                 | 47.500 |
| 54 | 30-4-2023 | Ajax – PSV                  | 1 – 1 t.s. (2–3 t.p.)   | KNVB beker 2022/23                 | 47.500 |
| 55 | 4-8-2023  | Feyenoord – PSV             | 0 – 1                   | Johan Cruijff Schaal 2023          | 47.500 |
| 56 | 21-4-2024 | Feyenoord – N.E.C.          | 1 – 0                   | KNVB beker 2023/24                 | 47.500 |

### Finales Selecciones

#### Eurocopa
El estadio albergó cinco partidos de la Eurocopa 2000, incluida la final.
| Fecha               | Equipo #1    | Resultado | Equipo #2     | Ronda                 | Espectadores |
| ------------------- | ------------ | --------- | ------------- | --------------------- | ------------ |
| 13 de junio de 2000 | España       | 0–1       | Noruega       | Primera fase, Grupo C | 42.500       |
| 16 de junio de 2000 | Dinamarca    | 0–3       | Países Bajos  | Primera fase, Grupo D | 50.000       |
| 20 de junio de 2000 | Portugal     | 3–0       | Alemania      | Primera fase, Grupo A | 51.500       |
| 25 de junio de 2000 | Países Bajos | 6–1       | RF Yugoslavia | Cuartos de final      | 51.500       |
| 2 de julio de 2000  | Francia      | 2–1 t.s.  | Italia        | Final Euro 2000       | 48.200       |

#### Liga de Naciones
En la edición de la temporada 2022-23 el estadio albergó un partido de semifinales y la final de la fase final de la liga de naciones:
| 18 de junio de 2023, 20:45 | Croacia                                                                         | 0-0 (0-0) (t. s.)(4-5 p.)  | España                                                                                               | Stadion Feijenoord, Róterdam                                        |  |
|                            |                                                                                 |                            | | Asistencia: 41.110 espectadores Árbitro(s): Felix Zwayer (Alemania) |  |
|                            |                                                                                 | Tiros desde el punto penal | |                                                                     |  |
|                            | 1-0 Vlašić · 2-1 Brozović · 3-2 Modrić · 3-3 Majer · 4-4 Perišić · 4-4 Petković |                            | 1-1 Joselu · 2-2 Rodri Hernández · 3-3 Mikel Merino · 3-4 Marco Asensio · 4-4 Laporte · 4-5 Carvajal |                                                                     |  |

### Finales de Competiciones Europeas

#### Finales deCopa de Europa
Sobre el césped del Stadion Feijenoord de Róterdam se disputaron dos finales de la Copa de Europa:
| 31 de mayo de 1972, 20:30 | AFC Ajax              | 2-0 (0-0) | Inter de Milán | Stadion Feijenoord, Róterdam                                        |                                                                     |
|                           | Johan Cruyff 47', 78' |           |                | Asistencia: 61.354 espectadores Árbitro(s): Robert Helies (Francia) | Asistencia: 61.354 espectadores Árbitro(s): Robert Helies (Francia) |

| 26 de mayo de 1982, 20:15 | Aston Villa FC  | 1-0 (0-0) | FC Bayern München | Stadion Feijenoord, Róterdam                                          |                                                                       |
|                           | Peter Withe 67' |           |                   | Asistencia: 46.000 espectadores Árbitro(s): Georges Konrath (Francia) | Asistencia: 46.000 espectadores Árbitro(s): Georges Konrath (Francia) |

#### Finales deRecopa
Sobre el césped del Stadion Feijenoord de Róterdam se disputaron seis finales de la Recopa:
| 16 de mayo de 1963, 17:00 | Tottenham Hotspur FC                                           | 5-1 (2-0) | Atlético de Madrid | Stadion Feijenoord, Róterdam                                                   |                                                                                |
|                           | Jimmy Greaves 16', 80' · John White 35' · Terry Dyson 67', 85' |           | Enrique Collar 47' | Asistencia: 43.143 espectadores Árbitro(s): Andries Van Leeuwen (Países Bajos) | Asistencia: 43.143 espectadores Árbitro(s): Andries Van Leeuwen (Países Bajos) |

| 23 de mayo de 1968, 19:00 | AC Milan            | 2:0 (2:0) | Hamburgo SV | Stadion Feijenoord, Róterdam                                                      |                                                                                   |
|                           | Kurt Hamrin 3', 19' |           |             | Asistencia: 53.000 espectadores Árbitro(s): José María Ortiz de Mendíbil (España) | Asistencia: 53.000 espectadores Árbitro(s): José María Ortiz de Mendíbil (España) |

| 8 de mayo de 1974, 20:30 | FC Magdeburgo                                 | 2:0 (2:0) | AC Milan | Stadion Feijenoord, Róterdam                                              |                                                                           |
|                          | Enrico Lanzi 42' (a.g.) · Wolfgang Seguin 74' |           |          | Asistencia: 4.641 espectadores Árbitro(s): Arie van Gemert (Países Bajos) | Asistencia: 4.641 espectadores Árbitro(s): Arie van Gemert (Países Bajos) |

| 15 de mayo de 1985, 20:15 | Everton FC                                           | 3-1 (0-0) | SK Rapid Viena  | Stadion Feijenoord, Róterdam                                       |                                                                    |
|                           | Andy Gray 57' · Trevor Steven 72' · Kevin Sheedy 85' |           | Hans Krankl 83' | Asistencia: 38.500 espectadores Árbitro(s): Paolo Casarin (Italia) | Asistencia: 38.500 espectadores Árbitro(s): Paolo Casarin (Italia) |

| 15 de mayo de 1991, 20:15 | Manchester United FC | 2-1 (0-0) | FC Barcelona      | Stadion Feijenoord, Róterdam                                     |                                                                  |
|                           | Mark Hughes 67', 74' |           | Ronald Koeman 79' | Asistencia: 43.500 espectadores Árbitro(s): Bo Karlsson (Suecia) | Asistencia: 43.500 espectadores Árbitro(s): Bo Karlsson (Suecia) |

| 14 de mayo de 1997, 21:30 | FC Barcelona       | 1:0 (1:0) | Paris Saint-Germain FC | Stadion Feijenoord, Róterdam                                       |                                                                    |
|                           | Ronaldo 37' (pen.) |           |                        | Asistencia: 52.000 espectadores Árbitro(s): Markus Merk (Alemania) | Asistencia: 52.000 espectadores Árbitro(s): Markus Merk (Alemania) |

#### Finales deCopa de la Uefa
Sobre el césped del Stadion Feijenoord de Róterdam se disputó la vuelta de la final de la Copa de la UEFA 1973-74 en la que se proclamó campeón el equipo dueño del estadio tras hacer bueno el empate a 2 logrado 8 días antes de este partido:
| 29 de mayo de 1974 | Feyenoord                             | 2-0 (1-0) | Tottenham Hotspur FC | Stadion Feijenoord, Róterdam                                           |                                                                        |
|                    | Wim Rijsbergen 43' · Peter Ressel 84' |           |                      | Asistencia: 59.317 espectadores Árbitro(s): Concetto Lo Bello (Italia) | Asistencia: 59.317 espectadores Árbitro(s): Concetto Lo Bello (Italia) |

### Finales de Competiciones Mundiales

#### Finales deCopa Intercontinental
Sobre el césped del Stadion Feijenoord de Róterdam se disputó la vuelta de la final de la Copa Intercontinental 1970 en la que se proclamó campeón el equipo dueño del estadio tras hacer bueno el empate a 2 logrado el 25 de agosto de 1970 en La Plata (Argentina):
| 9 de septiembre de 1970 | Feyenoord          | 1-0 (0-0) | Estudiantes de La Plata | Stadion Feijenoord, Róterdam                                            |                                                                         |
|                         | Joop van Daele 65' |           |                         | Asistencia: 63.475 espectadores Árbitro(s): Alberto Tejada Burga (Perú) | Asistencia: 63.475 espectadores Árbitro(s): Alberto Tejada Burga (Perú) |

## Partidos de la Selección de fútbol de los Países Bajos
| 1   | 2-5-1937   | Países Bajos – Bélgica              | 1 – 0        | Amistoso                            |        |
| 2   | 28-11-1937 | Países Bajos – Luxemburgo           | 4 – 0        | (C) Mundial 1938                    |        |
| 3   | 27-2-1938  | Países Bajos – Bélgica              | 7 – 2        | Amistoso                            |        |
| 4   | 26-2-1939  | Países Bajos – Hungría              | 3 – 2        | Amistoso                            |        |
| 5   | 31-3-1940  | Países Bajos – Luxemburgo           | 4 – 5        | Amistoso                            |        |
| 6   | 18-4-1948  | Países Bajos – Bélgica              | 2 – 2        | Amistoso                            |        |
| 7   | 23-4-1949  | Países Bajos – Francia              | 4 – 1        | Amistoso                            |        |
| 8   | 6-11-1949  | Países Bajos – Bélgica              | 0 – 1        | Amistoso                            |        |
| 9   | 6-6-1951   | Países Bajos – Noruega              | 2 – 3        | Amistoso                            |        |
| 10  | 27-10-1951 | Países Bajos – Finlandia            | 4 – 4        | Amistoso                            |        |
| 11  | 25-11-1951 | Países Bajos – Bélgica              | 6 – 7        | Amistoso                            |        |
| 12  | 7-3-1953   | Países Bajos – Dinamarca            | 1 – 2        | Amistoso                            |        |
| 13  | 25-10-1953 | Países Bajos – Bélgica              | 1 – 0        | Amistoso                            |        |
| 14  | 7-3-1954   | Países Bajos – Inglaterra           | 1 – 0        | Amistoso                            |        |
| 15  | 19-5-1955  | Países Bajos – Suiza                | 4 – 1        | Amistoso                            |        |
| 16  | 16-10-1955 | Países Bajos – Bélgica              | 2 – 2        | Amistoso                            |        |
| 17  | 10-5-1956  | Países Bajos – Irlanda              | 1 – 4        | Amistoso                            |        |
| 18  | 20-3-1957  | Nederland – Luxemburgo              | 4 – 1        | (C) Mundial 1958                    |        |
| 19  | 11-9-1957  | Luxemburgo – Países Bajos           | 2 – 5        | (C) Mundial 1958                    |        |
| 20  | 17-11-1957 | Países Bajos – Bélgica              | 5 – 2        | Amistoso                            |        |
| 21  | 23-4-1958  | Países Bajos – Curazao              | 8 – 1        | Amistoso                            |        |
| 22  | 15-10-1958 | Países Bajos – Dinamarca            | 5 – 1        | Amistoso                            |        |
| 23  | 2-11-1958  | Países Bajos – Suiza                | 2 – 0        | Amistoso                            |        |
| 24  | 4-10-1959  | Países Bajos – Bélgica              | 9 – 1        | Amistoso                            |        |
| 25  | 4-11-1959  | Países Bajos – Noruega              | 7 – 1        | Amistoso                            |        |
| 26  | 22-3-1961  | Países Bajos – Bélgica              | 6 – 2        | Amistoso                            |        |
| 27  | 30-4-1961  | Países Bajos – Hungría              | 0 – 3        | (C) Mundial 1962                    |        |
| 28  | 9-5-1962   | Países Bajos – Irlanda del Norte    | 4 – 0        | Amistoso                            |        |
| 29  | 3-3-1963   | Países Bajos – Bélgica              | 0 – 1        | Amistoso                            |        |
| 30  | 17-4-1963  | Países Bajos – Francia              | 1 – 0        | Amistoso                            |        |
| 31  | 30-10-1963 | Países Bajos – Luxemburgo           | 1 – 2        | (C) Eurocopa 1964                   |        |
| 32  | 29-4-1964  | Países Bajos – Suecia               | 0 – 1        | Amistoso                            |        |
| 33  | 24-5-1964  | Países Bajos – Albania              | 2 – 0        | (C) Mundial 1966                    |        |
| 34  | 7-4-1965   | Países Bajos – Irlanda del Norte    | 0 – 0        | (C) Mundial 1966                    |        |
| 35  | 23-3-1966  | Países Bajos – Alemania Federal     | 2 – 4        | Amistoso                            |        |
| 36  | 17-4-1966  | Países Bajos – Bélgica              | 3 – 1        | Amistoso                            |        |
| 37  | 7-9-1966   | Países Bajos – Hungría              | 2 – 2        | (C) Eurocopa 1968                   |        |
| 38  | 30-11-1966 | Países Bajos – Dinamarca            | 2 – 0        | (C) Eurocopa 1968                   |        |
| 39  | 1-11-1967  | Países Bajos – Yugoslavia           | 1 – 2        | Amistoso                            |        |
| 40  | 29-11-1967 | Países Bajos – Unión Soviética      | 3 – 1        | Amistoso                            |        |
| 41  | 4-9-1968   | Luxemburgo – Países Bajos           | 0 – 2        | (C) Mundial 1970                    |        |
| 42  | 26-3-1969  | Países Bajos – Luxemburgo           | 4 – 0        | (C) Mundial 1970                    |        |
| 43  | 16-4-1969  | Países Bajos – Checoslovaquia       | 2 – 0        | Amistoso                            |        |
| 44  | 7-5-1969   | Países Bajos – Polonia              | 1 – 0        | (C) Mundial 1970                    |        |
| 45  | 22-10-1969 | Países Bajos – Bulgaria             | 1 – 1        | (C) Mundial 1970                    |        |
| 46  | 11-10-1970 | Países Bajos – Yugoslavia           | 1 – 1        | (C) Eurocopa 1972                   |        |
| 47  | 24-2-1971  | Países Bajos – Luxemburgo           | 6 – 0        | (C) Eurocopa 1972                   |        |
| 48  | 10-10-1971 | Países Bajos – Alemania Democrática | 3 – 2        | (C) Eurocopa 1972                   |        |
| 49  | 3-5-1972   | Países Bajos – Perú                 | 3 – 0        | Amistoso                            |        |
| 50  | 1-11-1972  | Países Bajos – Noruega              | 9 – 0        | (C) Mundial 1974                    |        |
| 51  | 10-10-1973 | Países Bajos – Polonia              | 1 – 1        | Amistoso                            |        |
| 52  | 27-3-1974  | Países Bajos – Austria              | 1 – 1        | Amistoso                            |        |
| 53  | 5-6-1974   | Países Bajos – Rumania              | 0 – 0        | Amistoso                            |        |
| 54  | 9-10-1974  | Países Bajos – Suiza                | 1 – 0        | Amistoso                            |        |
| 55  | 20-11-1974 | Países Bajos – Italia               | 3 – 1        | (C) Eurocopa 1976                   |        |
| 56  | 25-4-1976  | Países Bajos – Bélgica              | 5 – 0        | (C) Eurocopa 1976                   |        |
| 57  | 13-10-1976 | Países Bajos – Irlanda del Norte    | 2 – 2        | (C) Mundial 1978                    |        |
| 58  | 5-10-1977  | Países Bajos – Unión Soviética      | 0 – 0        | Amistoso                            |        |
| 59  | 15-11-1978 | Países Bajos – Alemania Democrática | 3 – 0        | (C) Eurocopa 1980                   |        |
| 60  | 26-9-1979  | Países Bajos – Bélgica              | 1 – 0        | Amistoso                            |        |
| 61  | 25-3-1981  | Países Bajos – Francia              | 1 – 0        | (C) Mundial 1982                    |        |
| 62  | 9-9-1981   | Países Bajos – Irlanda              | 2 – 2        | (C) Mundial 1982                    |        |
| 63  | 14-10-1981 | Países Bajos – Bélgica              | 3 – 0        | (C) Mundial 1982                    |        |
| 64  | 22-9-1982  | Países Bajos – Irlanda              | 2 – 1        | (C) Eurocopa 1984                   |        |
| 65  | 10-11-1982 | Países Bajos – Francia              | 1 – 2        | Amistoso                            |        |
| 66  | 16-11-1983 | Países Bajos – España               | 2 – 1        | (C) Eurocopa 1984                   | 58.000 |
| 67  | 17-12-1983 | Países Bajos – Malta                | 5 – 0        | (C) Eurocopa 1984                   |        |
| 68  | 17-10-1984 | Países Bajos – Hungría              | 1 – 2        | (C) Mundial 1986                    |        |
| 69  | 1-5-1985   | Países Bajos – Austria              | 1 – 1        | (C) Mundial 1986                    |        |
| 70  | 20-11-1985 | Países Bajos – Bélgica              | 2 – 1        | (C) Mundial 1986                    |        |
| 71  | 25-3-1987  | Países Bajos – Grecia               | 1 – 1        | (C) Eurocopa 1988                   |        |
| 72  | 29-4-1987  | Países Bajos – Hungría              | 2 – 0        | (C) Eurocopa 1988                   |        |
| 73  | 9-9-1987   | Países Bajos – Bélgica              | 0 – 0        | Amistoso                            |        |
| 74  | 28-10-1987 | Países Bajos – Chipre               | 8 – 0        | (C) Eurocopa 1988                   |        |
| 75  | 24-5-1988  | Países Bajos – Bulgaria             | 1 – 2        | Amistoso                            |        |
| 76  | 26-4-1989  | Países Bajos – Alemania Federal     | 1 – 1        | (C) Mundial 1990                    |        |
| 77  | 15-11-1989 | Países Bajos – Finlandia            | 3 – 0        | (C) Mundial 1990                    |        |
| 78  | 20-12-1989 | Países Bajos – Brasil               | 0 – 1        | Amistoso                            |        |
| 79  | 21-2-1990  | Países Bajos – Italia               | 0 – 0        | Amistoso                            |        |
| 80  | 21-11-1990 | Países Bajos – Grecia               | 2 – 0        | (C) Eurocopa 1992                   |        |
| 81  | 13-3-1991  | Países Bajos – Malta                | 1 – 0        | (C) Eurocopa 1992                   |        |
| 82  | 17-4-1991  | Países Bajos – Finlandia            | 2 – 0        | (C) Eurocopa 1992                   |        |
| 83  | 16-10-1991 | Países Bajos – Portugal             | 1 – 0        | (C) Eurocopa 1992                   |        |
| 84  | 14-10-1992 | Países Bajos – Polonia              | 2 – 2        | (C) Mundial 1994                    |        |
| 85  | 9-6-1993   | Países Bajos – Noruega              | 0 – 0        | (C) Mundial 1994                    |        |
| 86  | 13-10-1993 | Países Bajos – Inglaterra           | 2 – 0        | (C) Mundial 1994                    |        |
| 87  | 16-11-1994 | Países Bajos – República Checa      | 0 – 0        | (C) Eurocopa 1996                   |        |
| 88  | 14-12-1994 | Países Bajos – Luxemburgo           | 5 – 0        | (C) Eurocopa 1996                   |        |
| 89  | 29-3-1995  | Países Bajos – Malta                | 4 – 0        | (C) Eurocopa 1996                   |        |
| 90  | 6-9-1995   | Países Bajos – Bielorrusia          | 1 – 0        | (C) Eurocopa 1996                   |        |
| 91  | 15-11-1995 | Países Bajos – Noruega              | 3 – 0        | (C) Eurocopa 1996                   |        |
| 92  | 24-4-1996  | Países Bajos – Alemania             | 0 – 1        | Amistoso                            |        |
| 93  | 4-6-1996   | Países Bajos – Irlanda              | 3 – 1        | Amistoso                            |        |
| 94  | 6-9-1997   | Países Bajos – Bélgica              | 3 – 1        | (C) Mundial 1998                    |        |
| 95  | 4-9-1999   | Países Bajos – Bélgica              | 5 – 5        | Amistoso                            | 25.000 |
| 96  | 16-6-2000  | Dinamarca – Países Bajos            | 0 – 3        | Eurocopa 2000                       | 48.200 |
| 97  | 25-6-2000  | Países Bajos – Yugoslavia           | 6 – 1        | Eurocopa 2000                       | 51.500 |
| 98  | 11-10-2000 | Países Bajos – Portugal             | 0 – 2        | (C) Mundial 2002                    | 50.000 |
| 99  | 27-3-2002  | Países Bajos – España               | 1 – 0        | Amistoso                            | 22.000 |
| 100 | 29-3-2003  | Países Bajos – República Checa      | 1 – 1        | (C) Eurocopa 2004                   |        |
| 101 | 6-9-2003   | Países Bajos – Austria              | 3 – 1        | (C) Eurocopa 2004                   |        |
| 102 | 31-3-2004  | Países Bajos – Francia              | 0 – 0        | Amistoso                            | 47.000 |
| 103 | 4-6-2005   | Países Bajos – Rumania              | 2 – 0        | (C) Mundial 2006                    | 50.000 |
| 104 | 17-8-2005  | Países Bajos – Alemania             | 2 – 2        | Amistoso                            | 45.500 |
| 105 | 27-5-2006  | Países Bajos – Camerún              | 1 – 0        | Amistoso                            |        |
| 106 | 4-6-2006   | Países Bajos – Australia            | 1 – 1        | Amistoso                            |        |
| 107 | 24-3-2007  | Países Bajos – Rumania              | 0 – 0        | (C) Eurocopa 2008                   |        |
| 108 | 17-11-2007 | Países Bajos – Luxemburgo           | 1 – 0        | (C) Eurocopa 2008                   |        |
| 109 | 24-5-2008  | Países Bajos – Ucrania              | 3 – 0        | Amistoso                            |        |
| 110 | 1-6-2008   | Países Bajos – Gales                | 2 – 0        | Amistoso                            |        |
| 111 | 11-10-2008 | Países Bajos – Islandia             | 2 – 0        | (C) Mundial 2010                    |        |
| 112 | 10-6-2009  | Países Bajos – Noruega              | 2 – 0        | (C) Mundial 2010                    |        |
| 113 | 1-6-2010   | Países Bajos – Ghana                | 4 – 1        | Amistoso                            |        |
| 114 | 7-9-2010   | Países Bajos – Finlandia            | 2 – 1        | (C) Eurocopa 2012                   |        |
| 115 | 7-10-2011  | Países Bajos – Moldavia             | 1 – 0        | (C) Eurocopa 2012                   |        |
| 116 | 30-5-2012  | Países Bajos – Eslovaquia           | 2 – 0        | Amistoso                            |        |
| 117 | 12-10-2012 | Países Bajos – Andorra              | 3 – 0        | (C) Mundial 2014                    |        |
| 118 | 31-5-2014  | Países Bajos – Ghana                | 1 – 0        | Amistoso                            |        |
| 119 | 7-10-2016  | Países Bajos – Bielorrusia          | 4 – 1        | (C) Mundial 2018                    |        |
| 120 | 4-6-2017   | Países Bajos – Costa de Marfil      | 5 – 0        | Amistoso                            |        |
| 121 | 9-6-2017   | Países Bajos – Luxemburgo           | 5 – 0        | (C) Mundial 2018                    |        |
| 122 | 16-11-2018 | Países Bajos – Francia              | 2 – 0        | Liga de Naciones 2018-19            | 44.366 |
| 123 | 21-3-2019  | Países Bajos – Bielorrusia          | 4 – 0        | (C) Eurocopa 2020                   |        |
| 124 | 10-10-2019 | Países Bajos – Irlanda del Norte    | 3 – 1        | (C) Eurocopa 2020                   |        |
| 125 | 11-10-2021 | Países Bajos – Gibraltar            | 6 – 0        | (C) Mundial 2022                    |        |
| 126 | 16-11-2021 | Países Bajos – Noruega              | 2 - 0        | (C) Mundial 2022                    |        |
| 127 | 11-6-2022  | Países Bajos – Polonia              | 2 – 2        | Liga de Naciones 2022-23            |        |
| 128 | 14-6-2022  | Países Bajos – Gales                | 3 – 2        | Liga de Naciones 2022-23            |        |
| 129 | 27-3-2023  | Países Bajos – Gibraltar            | 3 – 0        | (C) Eurocopa 2024                   |        |
| 130 | 14-6-2023  | Países Bajos – Croacia              | 2 – 4 (t.s.) | Fase final Liga de Naciones 2022-23 | 39.359 |
| 131 | 6-6-2024   | Países Bajos – Canadá               | 4 – 0        | Amistoso                            | 36.060 |
| 132 | 10-6-2024  | Países Bajos – Islandia             | 4 – 0        | Amistoso                            | 42.000 |
| 133 | 20-3-2025  | Países Bajos – España               | 2 – 2        | Liga de Naciones 2024-25            | 42.003 |

| Estadísticas de Países Bajos en el Stadion Feijenoord | Estadísticas de Países Bajos en el Stadion Feijenoord | Estadísticas de Países Bajos en el Stadion Feijenoord | Estadísticas de Países Bajos en el Stadion Feijenoord | Estadísticas de Países Bajos en el Stadion Feijenoord | Estadísticas de Países Bajos en el Stadion Feijenoord |
| Partidos                                              | Ganados                                               | Empatados                                             | Perdidos                                              | Diferencia de goles                                   | Porcentaje de victorias                               |
| ----------------------------------------------------- | ----------------------------------------------------- | ----------------------------------------------------- | ----------------------------------------------------- | ----------------------------------------------------- | ----------------------------------------------------- |
| 133                                                   | 85                                                    | 29                                                    | 19                                                    | 332 – 120 (+212)                                      | 63,9                                                  |

## Conciertos
El primer concierto celebrado fue el 23 de junio de 1978 a cargo de Bob Dylan fue un gran éxito hubo 52.000 espectadores. Desde entonces, muchas superestrellas internacionales y  artistas holandeses populares como Marco Borsato, René Froger, Doe Maar y Kanehan han actuado en el estadio. Han actuado artistas como:
| 1  | 23 de junio de 1978     | Bob Dylan / Eric Clapton  |                                   | 52.000 |
| 2  | 2 de junio de 1982      | Rolling Stones            | Rolling Stones European Tour 1982 |        |
| 3  | 4 de junio de 1982      | Rolling Stones            | Rolling Stones European Tour 1982 |        |
| 4  | 5 de junio de 1982      | Rolling Stones            | Rolling Stones European Tour 1982 |        |
| 5  | 12 de junio de 1982     | Simon & Garfunkel         |                                   |        |
| 6  | 13 de junio de 1983     | Rod Stewart               |                                   |        |
| 7  | 25 de junio de 1983     | David Bowie               |                                   |        |
| 8  | 26 de junio de 1983     | David Bowie               |                                   |        |
| 9  | 12 de junio de 1985     | Bruce Springsteen         |                                   |        |
| 10 | 13 de junio de 1985     | Bruce Springsteen         |                                   |        |
| 11 | 30 de mayo de 1987      | David Bowie               |                                   |        |
| 12 | 31 de mayo de 1987      | David Bowie               |                                   |        |
| 13 | 11 de junio de 1987     | Genesis                   |                                   |        |
| 14 | 10 de julio de 1987     | U2                        | Joshua Tree Tour                  |        |
| 15 | 11 de julio de 1987     | U2                        | Joshua Tree Tour                  |        |
| 16 | 25 de agosto de 1987    | Madonna                   |                                   |        |
| 17 | 26 de agosto de 1987    | Madonna                   |                                   |        |
| 18 | 5 de junio de 1988      | Michael Jackson           | Bad World Tour                    |        |
| 19 | 6 de junio de 1988      | Michael Jackson           | Bad World Tour                    |        |
| 20 | 7 de junio de 1988      | Michael Jackson           | Bad World Tour                    |        |
| 21 | 13 de junio de 1988     | Pink Floyd                |                                   |        |
| 22 | 14 de junio de 1988     | Pink Floyd                |                                   |        |
| 23 | 28 de junio de 1988     | Bruce Springsteen         |                                   |        |
| 24 | 29 de junio de 1988     | Bruce Springsteen         |                                   |        |
| 25 | 15 de julio de 1988     | George Michael            |                                   |        |
| 26 | 17 de agosto de 1988    | Prince                    |                                   |        |
| 27 | 18 de agosto de 1988    | Prince                    |                                   |        |
| 28 | 19 de agosto de 1988    | Prince                    |                                   |        |
| 29 | 14 de julio de 1989     | Simple Minds              |                                   |        |
| 30 | 18 de mayo de 1990      | Rolling Stones            | Steel Wheels/Urban Jungle Tour    |        |
| 31 | 19 de mayo de 1990      | Rolling Stones            | Steel Wheels/Urban Jungle Tour    |        |
| 32 | 21 de mayo de 1990      | Rolling Stones            | Steel Wheels/Urban Jungle Tour    |        |
| 33 | 2 de junio de 1990      | Prince                    |                                   |        |
| 34 | 3 de junio de 1990      | Prince                    |                                   |        |
| 35 | 23 de junio de 1990     | Tina Turner               |                                   |        |
| 36 | 24 de julio de 1990     | Madonna                   |                                   |        |
| 37 | 29 de mayo de 1992      | Dire Straits              |                                   |        |
| 38 | 30 de mayo de 1992      | Dire Straits              |                                   |        |
| 39 | 31 de mayo de 1992      | Dire Straits              |                                   |        |
| 40 | 1 de junio de 1992      | Dire Straits              |                                   |        |
| 41 | 19 de junio de 1992     | Elton John / Eric Clapton |                                   |        |
| 42 | 30 de junio de 1992     | Michael Jackson           | Dangerous World Tour              |        |
| 43 | 1 de julio de 1992      | Michael Jackson           | Dangerous World Tour              |        |
| 44 | 28 de julio de 1992     | Genesis                   |                                   |        |
| 45 | 9 de mayo de 1993       | U2                        | Zoo TV Tour                       |        |
| 46 | 10 de mayo de 1993      | U2                        | Zoo TV Tour                       |        |
| 47 | 11 de mayo de 1993      | U2                        | Zoo TV Tour                       |        |
| 48 | 12 de junio de 1993     | Metallica                 |                                   |        |
| 49 | 3 de septiembre de 1994 | Pink Floyd                |                                   |        |
| 50 | 4 de septiembre de 1994 | Pink Floyd                |                                   |        |
| 51 | 5 de septiembre de 1994 | Pink Floyd                |                                   |        |
| 52 | 24 de junio de 1995     | René Froger               |                                   |        |
| 53 | 25 de junio de 1995     | René Froger               |                                   |        |
| 54 | 6 de julio de 1995      | Bon Jovi                  |                                   |        |
| 55 | 29 de agosto de 1995    | Rolling Stones            |                                   |        |
| 56 | 30 de agosto de 1995    | Rolling Stones            |                                   |        |
| 57 | 29 de junio de 1996     | Bryan Adams               |                                   |        |
| 58 | 17 de julio de 1996     | Eagles                    |                                   |        |
| 59 | 18 de julio de 1997     | U2                        | Popmart Tour                      |        |
| 60 | 19 de julio de 1997     | U2                        | Popmart Tour                      |        |
| 61 | 9 de mayo de 2000       | U2                        |                                   |        |
| 62 | 28 de mayo de 2000      | René Froger               |                                   |        |
| 63 | 30 de junio de 2000     | Michael Jackson           |                                   |        |
| 64 | 14 de junio de 2002     | Marco Borsato             |                                   |        |
| 65 | 15 de junio de 2002     | Marco Borsato             |                                   |        |
| 66 | 16 de junio de 2002     | Marco Borsato             |                                   |        |
| 67 | 6 de mayo de 2003       | Bruce Springsteen         |                                   |        |
| 68 | 8 de mayo de 2003       | Bruce Springsteen         |                                   |        |
| 69 | 11 de agosto de 2003    | Rolling Stones            | Licks Tour                        |        |
| 70 | 13 de agosto de 2003    | Rolling Stones            | Licks Tour                        |        |
| 71 | 9 de junio de 2004      | Marco Borsato             |                                   |        |
| 72 | 10 de junio de 2004     | Marco Borsato             |                                   |        |
| 73 | 12 de junio de 2004     | Marco Borsato             |                                   |        |
| 74 | 14 de junio de 2004     | Marco Borsato             |                                   |        |
| 75 | 16 de junio de 2004     | Marco Borsato             |                                   |        |
| 76 | 17 de junio de 2004     | Marco Borsato             |                                   |        |
| 77 | 28 de junio de 2008     | Kane                      |                                   |        |
| 78 | 10 de julio de 2008     | Doe Maar                  |                                   |        |
| 79 | 12 de julio de 2008     | Doe Maar                  |                                   |        |
| 80 | 29 de mayo de 2019      | Marco Borsato             |                                   | 50.000 |
| 81 | 30 de mayo de 2019      | Marco Borsato             |                                   | 50.000 |
| 82 | 1 de junio de 2019      | Marco Borsato             |                                   | 50.000 |
| 83 | 2 de junio de 2019      | Marco Borsato             |                                   | 50.000 |
| 84 | 5 de junio de 2019      | Marco Borsato             |                                   | 50.000 |
| 85 | 25 de junio de 2019     | Rammstein                 |                                   | 50.000 |
| 86 | 29 de mayo de 2021      | The Streamers             |                                   | 0      |
| 87 | 12 de junio de 2025     | DI-RECT                   |                                   | 65.000 |
| 88 | 13 de junio de 2025     | DI-RECT                   |                                   | 65.000 |
| 89 | 14 de junio de 2025     | DI-RECT                   |                                   | 65.000 |

## Galería de fotos

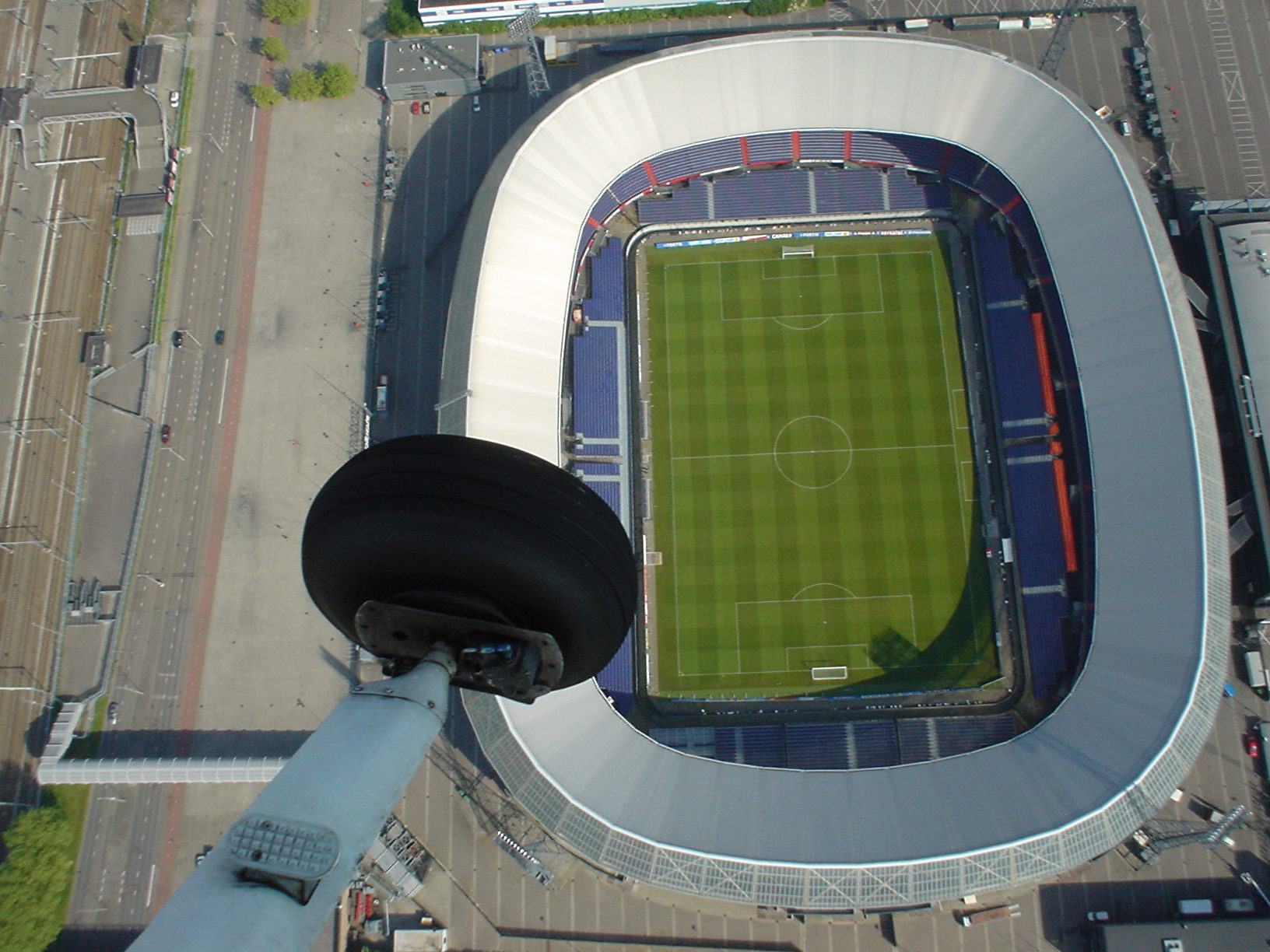
.De Kuip desde el aire.
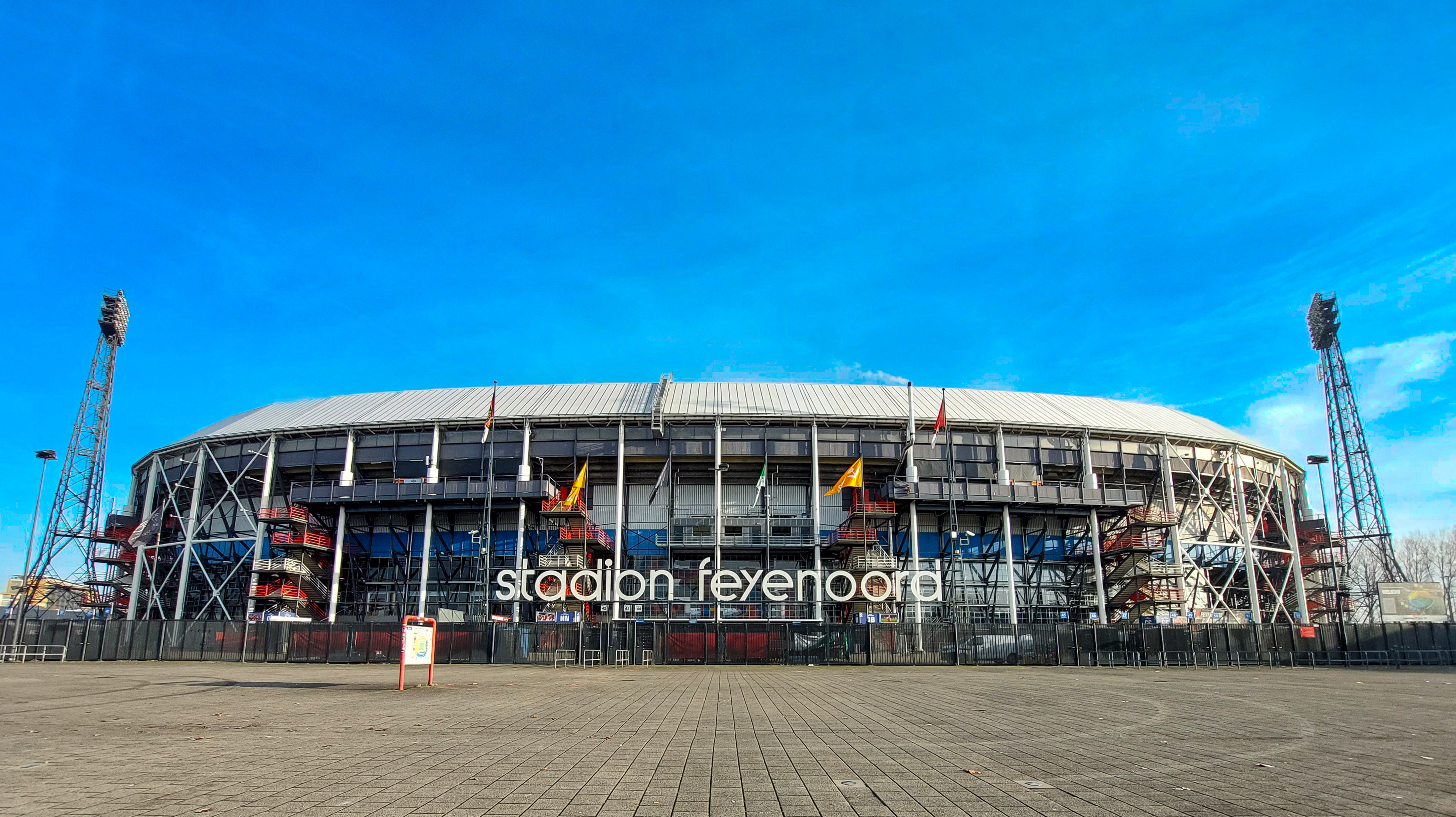
Imagen del exterior del estadio.
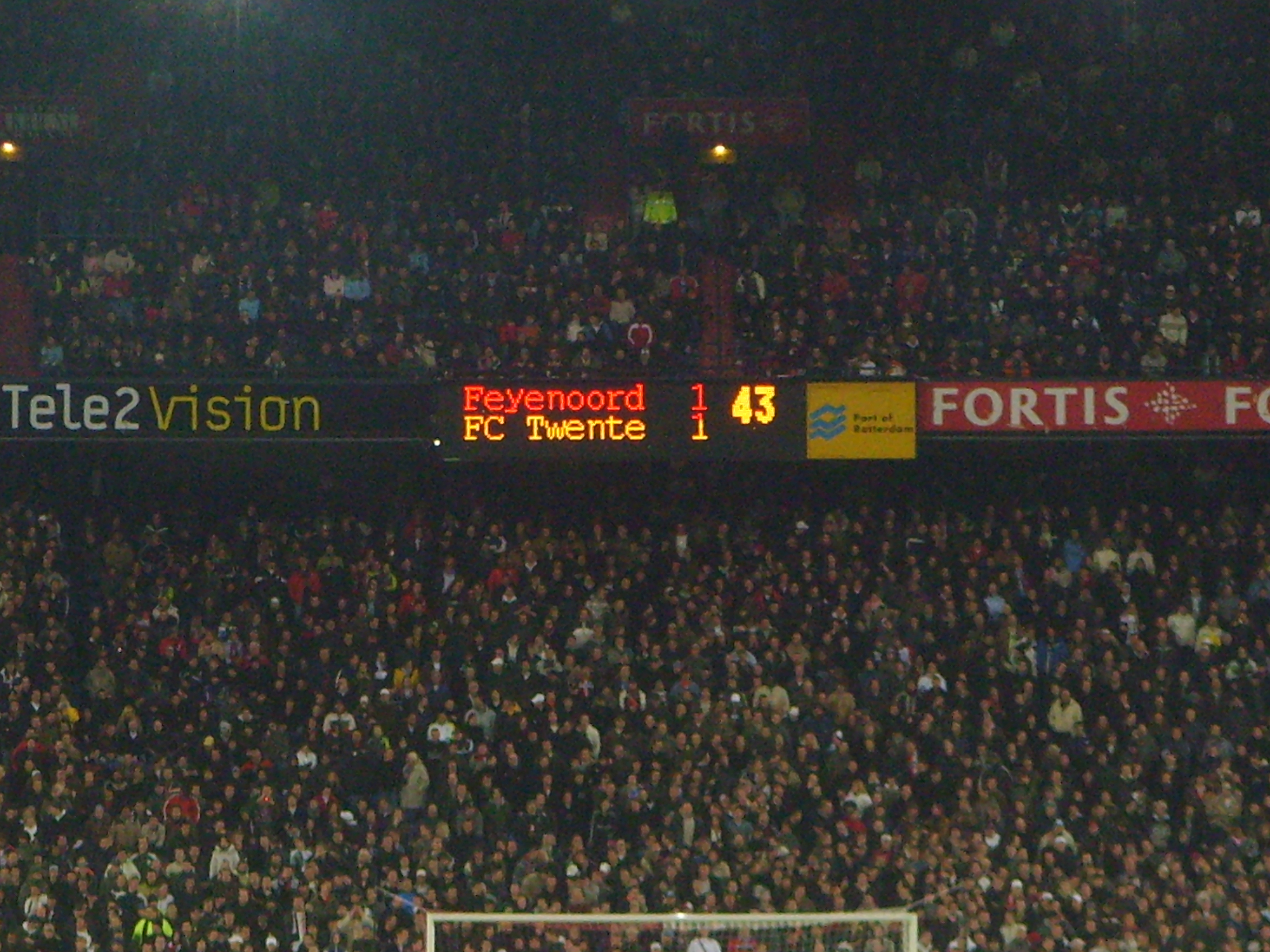
El viejo marcador.
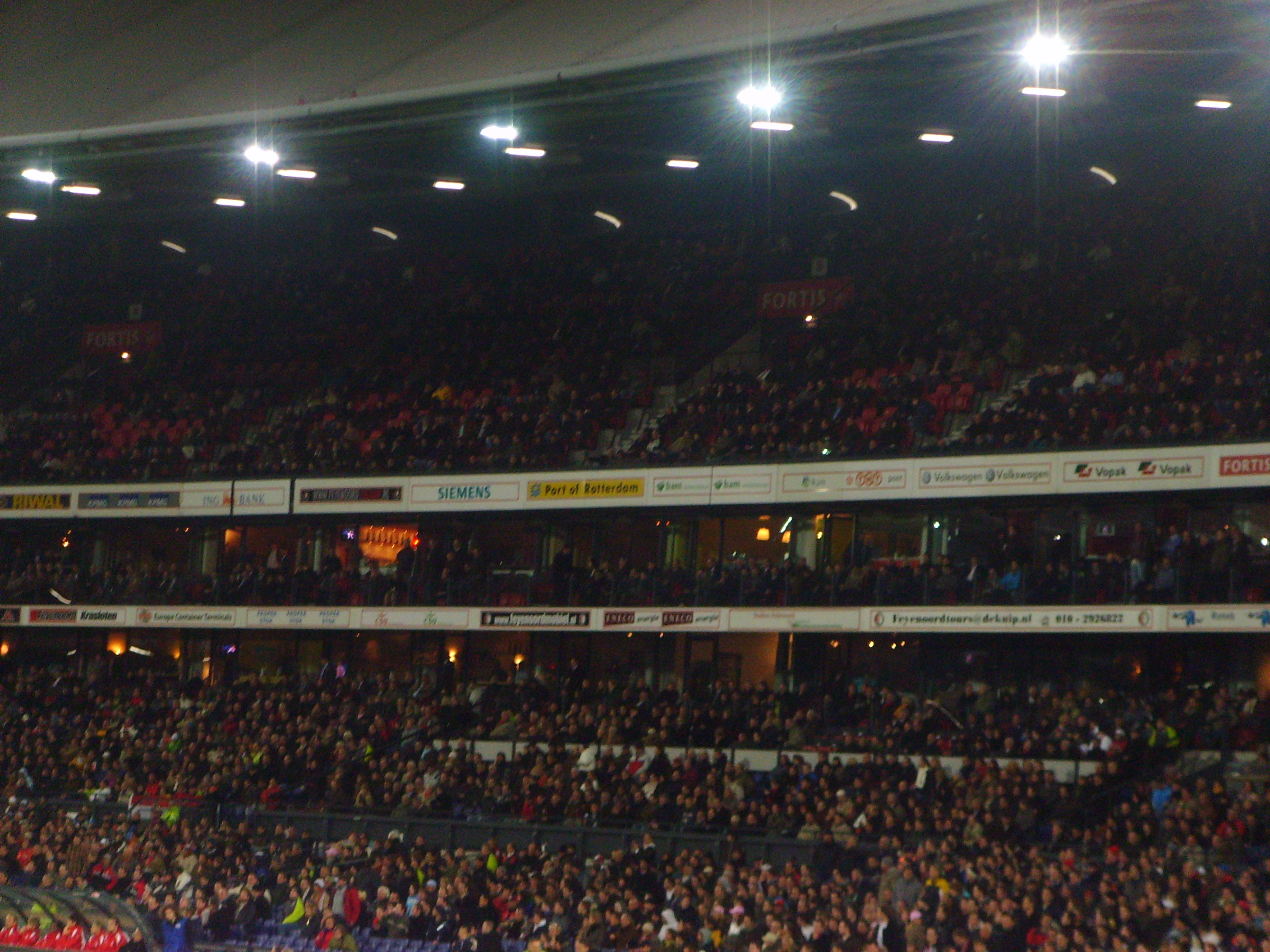
Vista de los palcos.
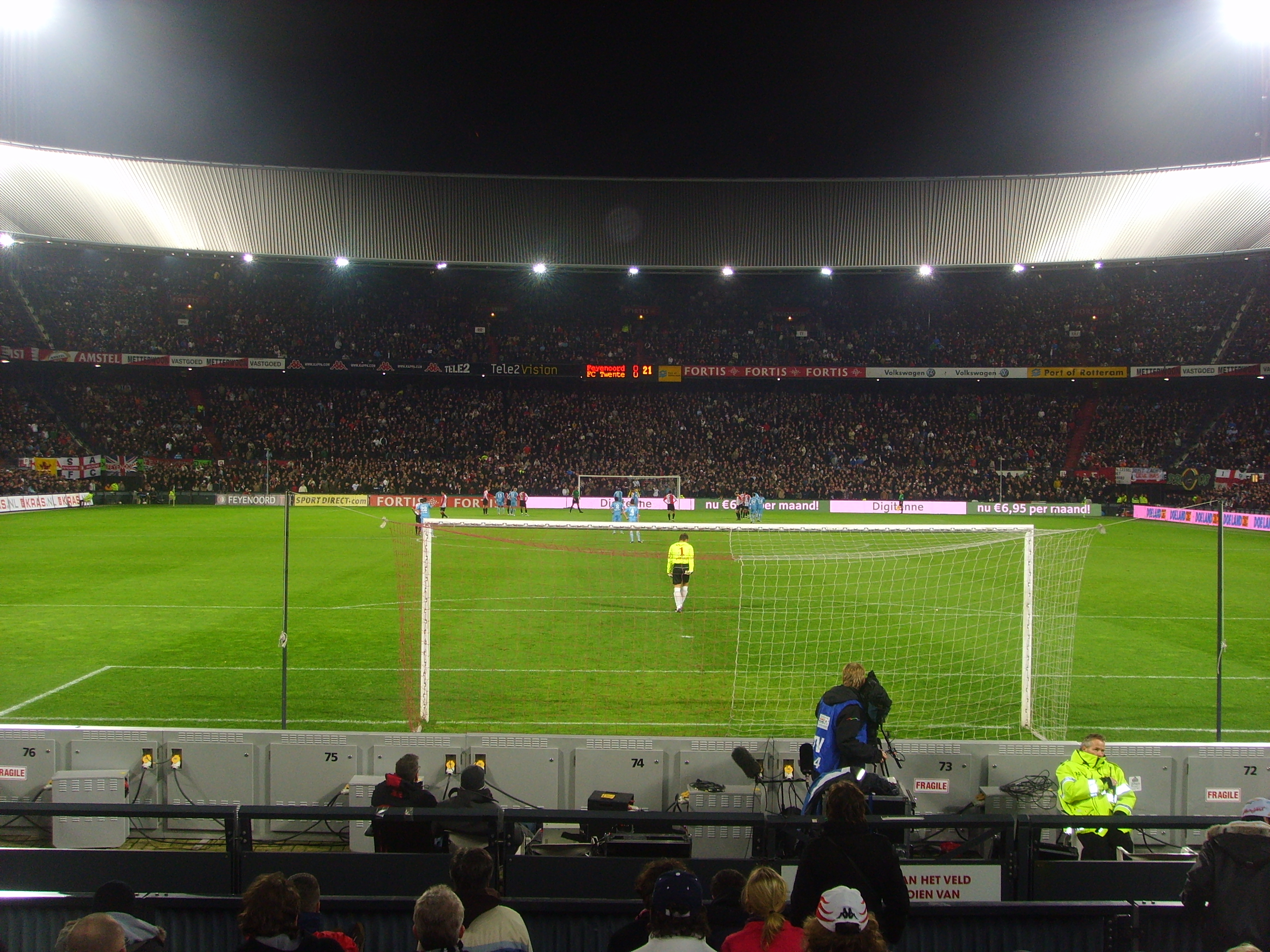
Detrás de la portería.
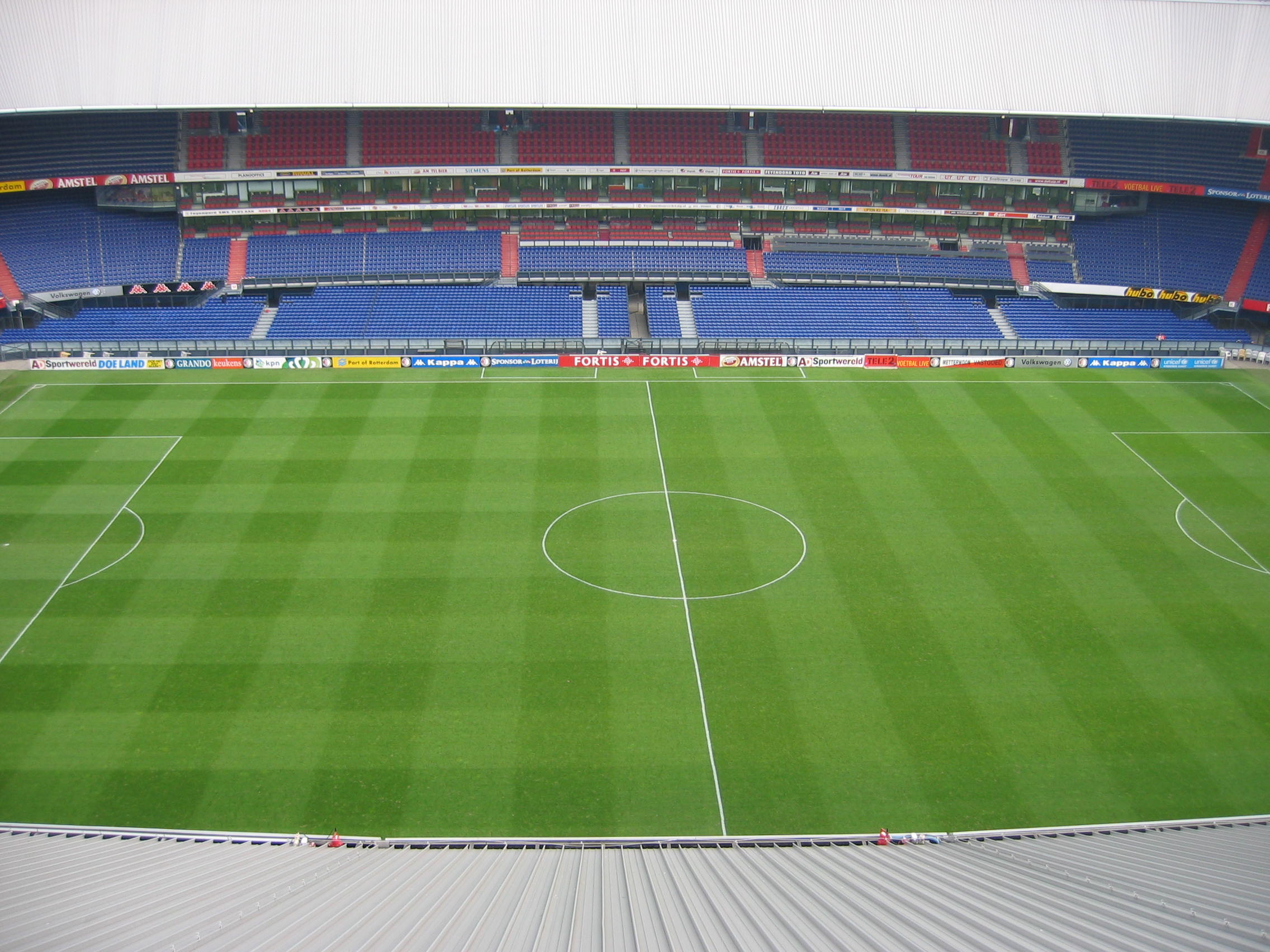
Imagen del interior del estadio desde el tejado en 2006.
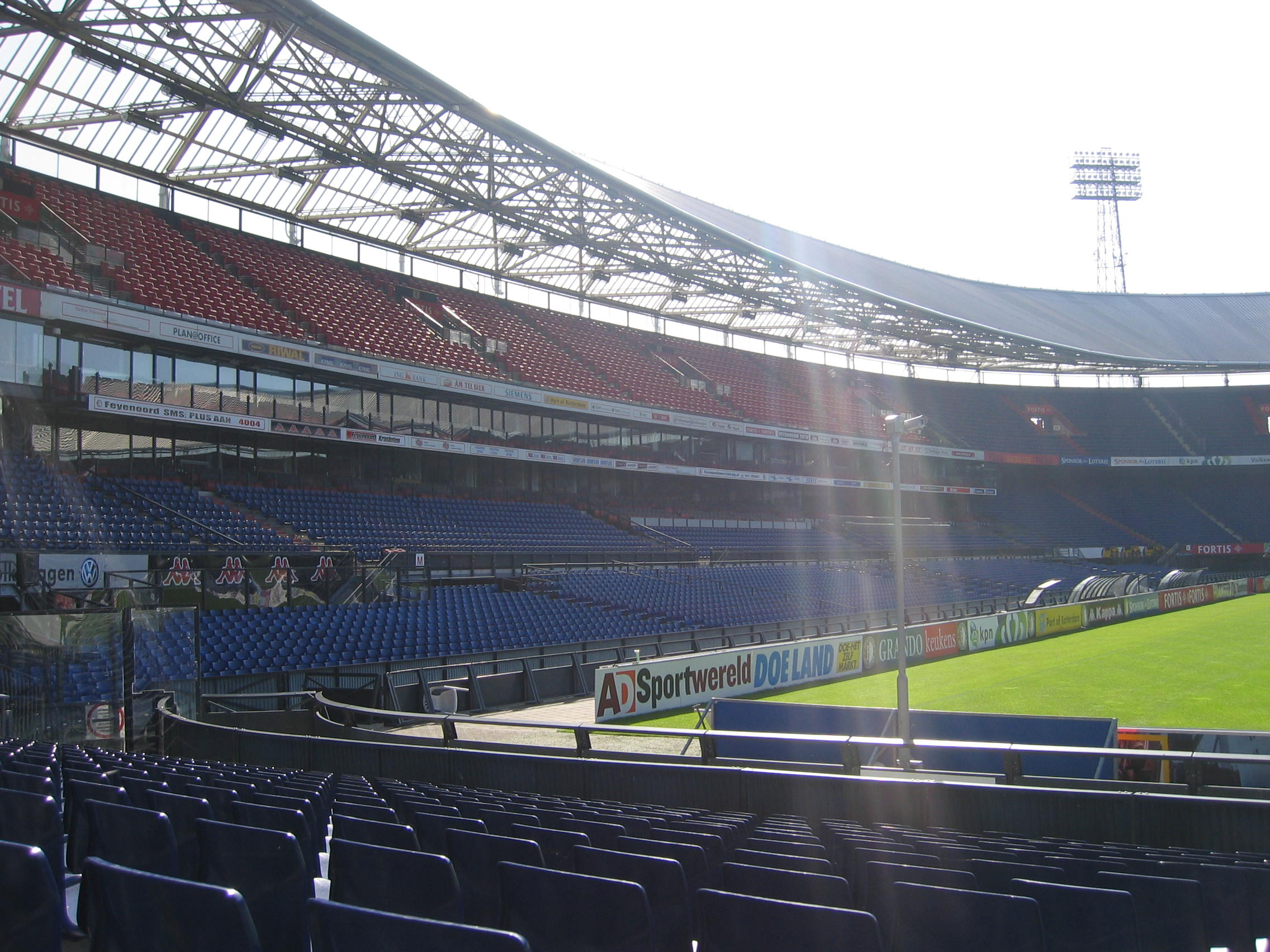
Imagen del interior del estadio desde la sección X en 2006.
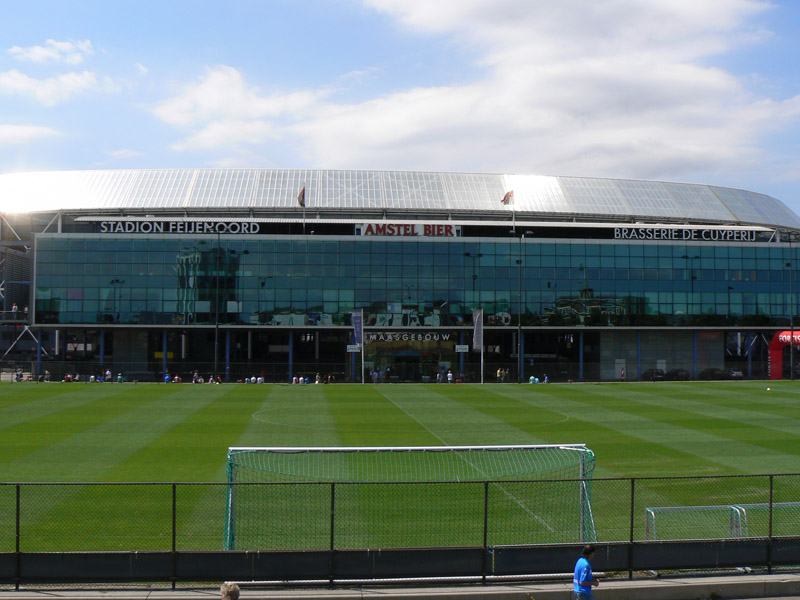
Desde el edificio Maas con el campo de entrenamiento en primer plano.
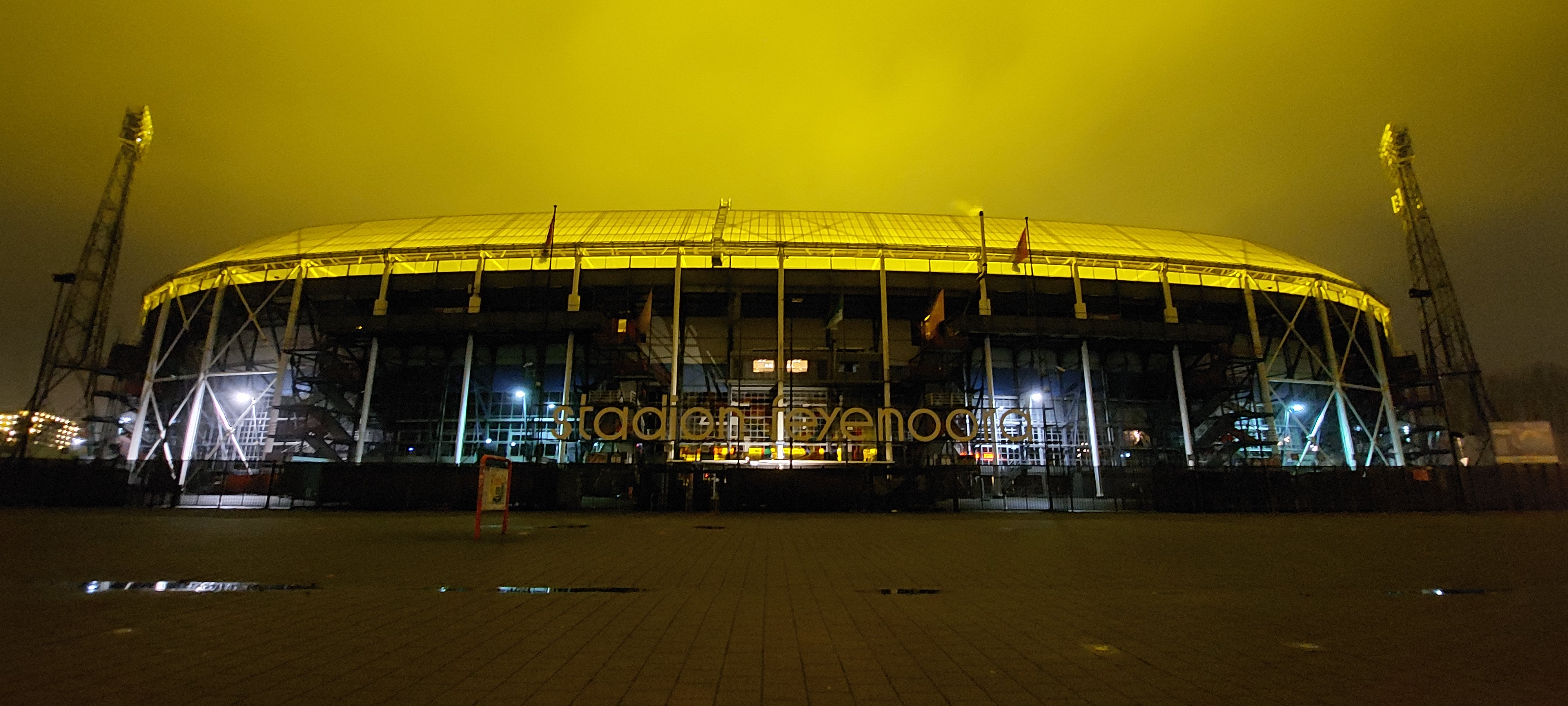
El estadio iluminado por la noche con iluminación para el césped.

## Accesos al Estadio

### Bicicleta
Róterdam está bien comunicada por carriles bici. Habrá aparcamiento para bicicletas en los alrededores del estadio.

### Transporte Público
Desde la Estación Central de Róterdam hasta la parada de Maashaven en la que se deber´hacer transbordo en tranvía:

#### Metro de Róterdam

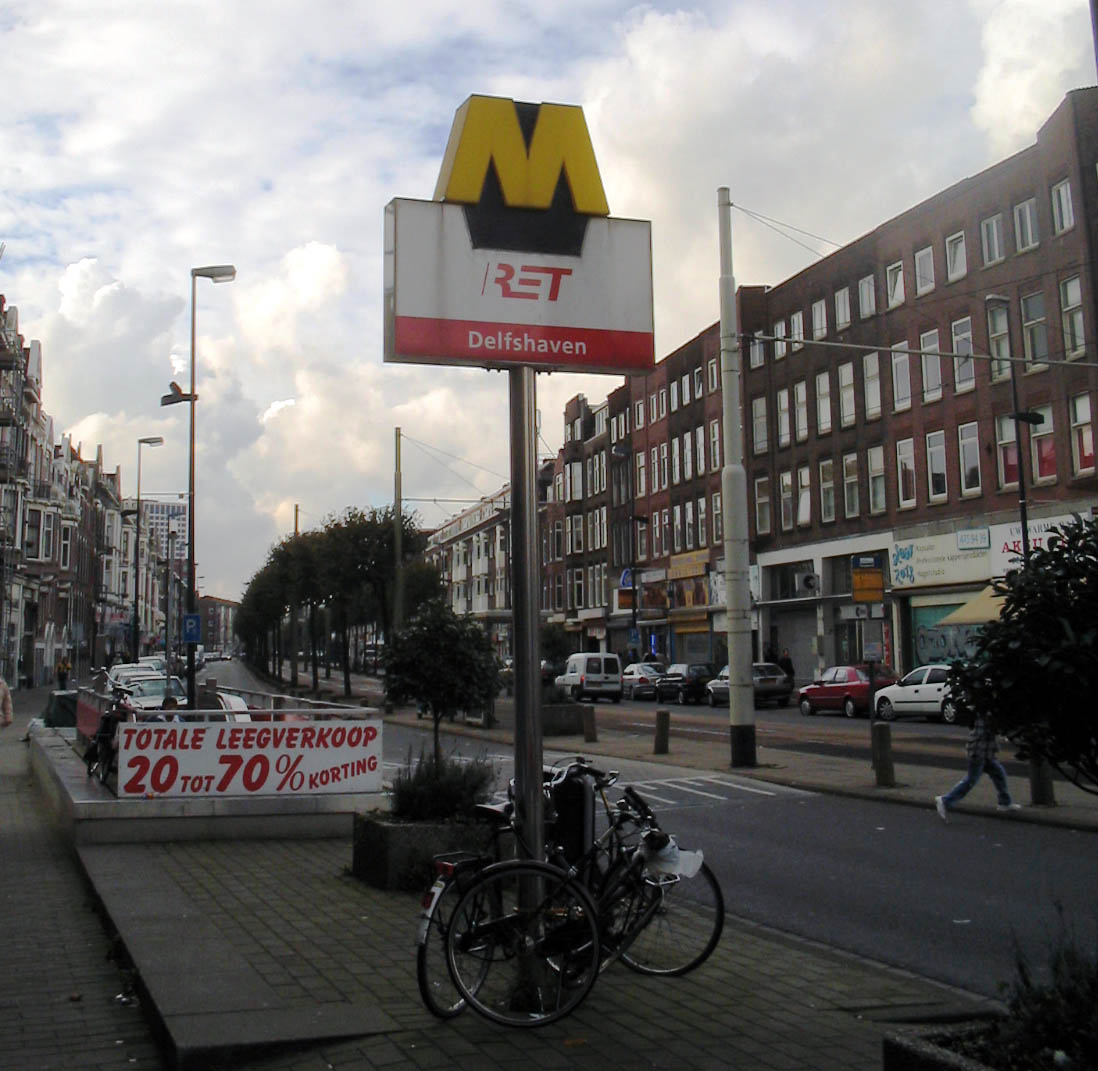
Logotipo del metro

| Línea   | Trayecto (Norte / Este – Sur / Oeste) | Nº de estaciones | Longitud;(km) | Observaciones          | Enlaces con NS                                              |
| ------- | ------------------------------------- | ---------------- | ------------- | ---------------------- | ----------------------------------------------------------- |
| Línea D | Rotterdam Centraal – De Akkers        | 17               | 21            |                        | Estación Central de Róterdam                                |
| Línea E | Den Haag Centraal – Slinge            | 23               | 27            | Parte de RandstadRail. | Den Haag Centraal Laan van NOI Estación Central de Róterdam |

#### Tranvía de Róterdam
1º En Maashaven, haz transbordo a las líneas 2, 12 o 25 del tranvía.

2º Bájate en la parada Breeplein y camina unos 11 minutos hasta el estadio.

#### Tren de Róterdam
Pararse en la estación Rotterdam Stadion.

#### Taxi
Se encuentran a lo largo de la calle Olympiaweg.